# Saint-Michel-Tubœuf
Saint-Michel-Tubœuf ist eine französische Gemeinde mit 576 Einwohnern (Stand: 1. Januar 2022) im Département Orne in der Region Normandie. Sie gehört administrativ zum Arrondissement Mortagne-au-Perche und ist Teil des Kantons L’Aigle (bis 2015 Teil des Kantons L’Aigle-Est). 

## Geographie
Saint-Michel-Tubœuf liegt etwa 50 Kilometer nordöstlich von Alençon. Umgeben wird Saint-Michel-Tubœuf von den Nachbargemeinden Saint-Sulpice-sur-Risle im Norden, Chandai im Osten, Saint-Ouen-sur-Iton im Süden sowie L’Aigle im Westen.

## Geschichte
Saint-Michel-Tubœuf entstand 1965 durch die Fusion von Saint-Michel-la-Forêt und Tubœuf.

## Bevölkerungsentwicklung
| 1962                      | 1968 | 1975 | 1982 | 1990 | 1999 | 2006 | 2011 | 2016 |
| ------------------------- | ---- | ---- | ---- | ---- | ---- | ---- | ---- | ---- |
| 220                       | 334  | 413  | 527  | 543  | 533  | 598  | 550  | 635  |
| Quelle: Cassini und INSEE |      |      |      |      |      |      |      |      |

## Sehenswürdigkeiten
- Kirche Saint-Michel in Saint-Michel-la-Forêt aus dem 17. Jahrhundert
- Kirche Saint-Léonard in Tubœuf
- Schloss Tubœuf von 1646, Monument historique seit 1992
- Reste eines Telegrafenturmes aus dem Jahr 1798

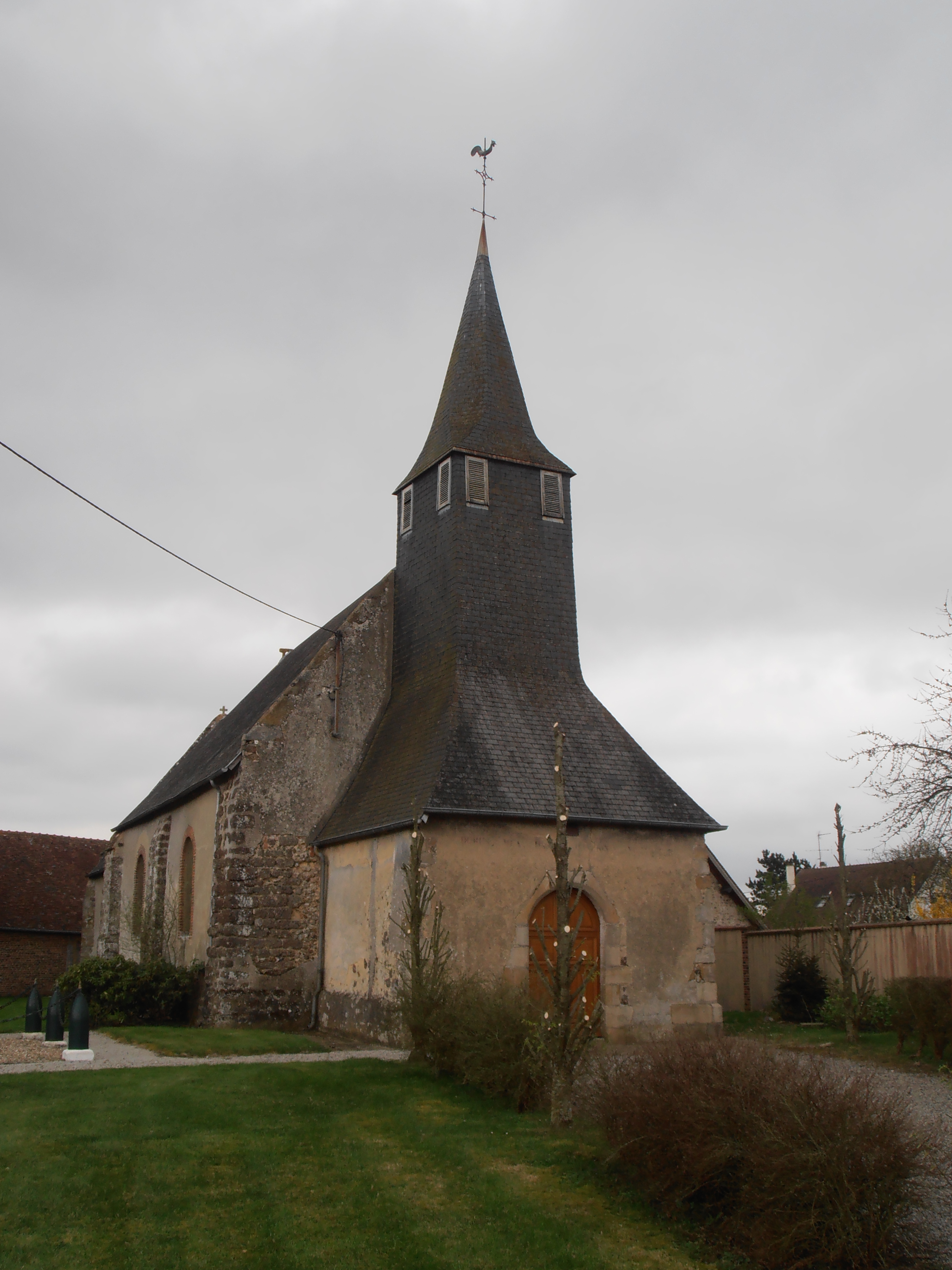
Kirche Saint-Michel